# Hermann Drück
Hermann Drück (* 21. Mai 1856 in Vaihingen an der Enz; † 24. März 1931 in Neckartailfingen) war ein deutscher Maler. Er zählt zu den Schwäbischen Impressionisten.

## Leben
Er wurde als Sohn des Vaihinger Schultheißen Julius Drück und seiner Frau Anna Maria Kocher am 21. Mai 1856 geboren.
Er erlernte zunächst das Metier eines Kaufmanns und besuchte ab 1875 vier Jahre die Stuttgarter Kunstschule bei verschiedenen Lehrern. Sein künstlerischer Weg führt ihn über die Künstlerkolonie Polling am Ammersee nach Dachau, wo er eine starke Prägung durch die Neu-Dachauer Schule um Adolf Hölzel und Ludwig Dill erfuhr. Hermann Drück entschied sich in dieser Zeit für die Naturmalerei. 1899 kam er in näheren Kontakt mit Neckartailfingen, wo er ab 1903 wohnte und lebte.
Zunächst wohnte er im Schwanen und bezog 1904 die Villa Drück direkt am Neckar.
Bereits zu dieser Zeit war Hermann Drück ein geschätzter Künstler und zählte zur Gruppe der bekanntesten württembergischen Landschaftsmaler wie Karl Schickhardt und – 1913 – zum illustren Kreis der Kunstrichter des Württembergischen Kunstvereins. 1904/05 gehörte er dem Ausschuss der Kunstgenossenschaft Stuttgart an. Drück wandte sich später auch der Historien- und Genremalerei zu. Am 24. März 1931 verstarb Hermann Drück kurz vor Vollendung seines 75. Lebensjahres. Seine Heimatgemeinde widmete ihm zum 900-jährigen  Gemeindejubiläum 1990 in der Kelter eine Gedächtnisausstellung von 74 Werken, insbesondere aus Gemeinde- und Privatbesitz.

## Auszeichnungen
- 1914 verlieh ihm der König den Titel Professor in Anerkennung seines künstlerischen Wirkens und Schaffens.